# Trets
Trets è un comune francese di 10 475 abitanti situato nel dipartimento delle Bocche del Rodano della regione della Provenza-Alpi-Costa Azzurra.

## Storia

### Simboli
I trifogli raffigurati nello stemma di Trets rappresentano le piante di Hepatica triloba presenti in abbondanza ai piedi dell'eremo di Saint Jean du Puy.

## Società

### Evoluzione demografica
Abitanti censiti

### Istituzioni, enti e associazioni
La cittadina ospita il Centro Culturale Europeo della Soka Gakkai, nel quale giungono membri da diversi posti per frequentare corsi di studio sul Buddismo di Nichiren Daishonin che vengono organizzati annualmente.